# 雷蒙德·弗思
雷蒙德·弗思（英語：Raymond Firth，1901年—2002年）是新西兰出身的人类学家，民族学家。倫敦政治經濟學院教授。英国功能学派代表人物之一。

## 生平
1901年出生于新西兰奧克蘭。先后在奧克蘭文法學校和奧克蘭大學学习，1921年经济学本科毕业，之后留校深造，1922年获得文学硕士学位，1923年修完社会科学课程。1924年在倫敦政治經濟學院开始了博士阶段的学习。他最初只打算研究经济学，但在遇到马林诺夫斯基导师后，决定将经济学和人类学的理论相互结合，来研究太平洋的原始族群。在读博期间，他还是詹姆斯·弗雷澤爵士的研究助理。
1927年，他完成了博士论文答辩，获得学位后回到南半球，在悉尼大学任教。期间，他以南太平洋所罗门群岛蒂蔻皮亞島为田野点，写作了十余本著作以及大量论文。
1944年，他接替马林诺夫斯基，成为倫敦政治經濟學院的社会人类学教授。1968年辞任后，在夏威夷大学等地担任客座教授，2002年在伦敦去世。

## 中文译本
- [英] 雷蒙德·弗思. . 现代人类学经典译丛. 由费孝通翻译. 华夏出版社. 2002年1月. ISBN 9787508025605.